# Гаката
Гаката (Спілка східних теренів) — німецька націоналістична організація, що діяла в 1894—1934 роках у тодішніх східних провінціях Німеччини.

## Створення
Організація була створена під назвою Асоціації підтримки німецької мови в східних марках (Verein zur Förderung des Deutschtums in den Ostmarken) 3 листопада 1894 року в Познані під захистом колишнього канцлера Отто фон Бісмарка. З 1899 р. Назва Гаката походить від перших букв імен засновників: фінансиста Фердинанда фон Гансемана (1861—1900), землевласників Германа Кеннемана (1815—1910) та Генріка фон Тідемана (1840—1922), часто зустрічається в польській літературі як H-K-T, H.K.T. У 1896 році Гаката перенесла штаб-квартиру до Берліна, що дозволило перетворити її з провінційної організації, що діяла на східному кордоні німецької держави, у загальнонаціональну організацію.